# Culicoides maritime
Culicoides maritime är en tvåvingeart som beskrevs av Jean-Jacques Kieffer 1924. Culicoides maritime ingår i släktet Culicoides och familjen svidknott. Inga underarter finns listade i Catalogue of Life.